# Pedro Vaz
Pedro Humberto Vaz Ramela (Rocha, 2 de desembre de 1963) fou un advocat i polític uruguaià, exministre d'Afers Exteriors del seu país.

## Biografia
Es graduà en Dret per la Universitat de la República el 1987. Dos anys després entrà al Ministeri de Relacions Exteriors de l'Uruguai. Ha estat destinat a Mèxic com a secretari i a Ginebra com a Ministre Conseller. Va ser ambaixador al Brasil el 2005.
El 2008 acompanyà el canceller Gonzalo Fernández a la secretaria del Ministeri. El 31 d'agost del 2009 va assumir al càrrec de Canceller de la República després de la renúncia de Gonzalo Fernández.